# Dysmathia grosnyi
Dysmathia grosnyi is een vlindersoort uit de familie van de prachtvlinders (Riodinidae), onderfamilie Riodininae.
Dysmathia grosnyi werd in 1958 beschreven door Le Cerf.